# Wace
Wace (sprich: [vas]) (* um 1110; † nach 1174), auch Guace, Gaice (südnormannisch und französisch) und Robert Wace genannt, war ein normannischer Dichter, der dem Hof des englischen Königs Heinrich II. und seiner Gattin Eleonore von Aquitanien nahestand. Seine Bedeutung liegt vor allem in der Vermittlung des Artusstoffes aus lateinischen Quellen an die volkssprachliche, (normannische Patois) bzw. französischsprachige Literatur (vgl. Chrétien de Troyes).

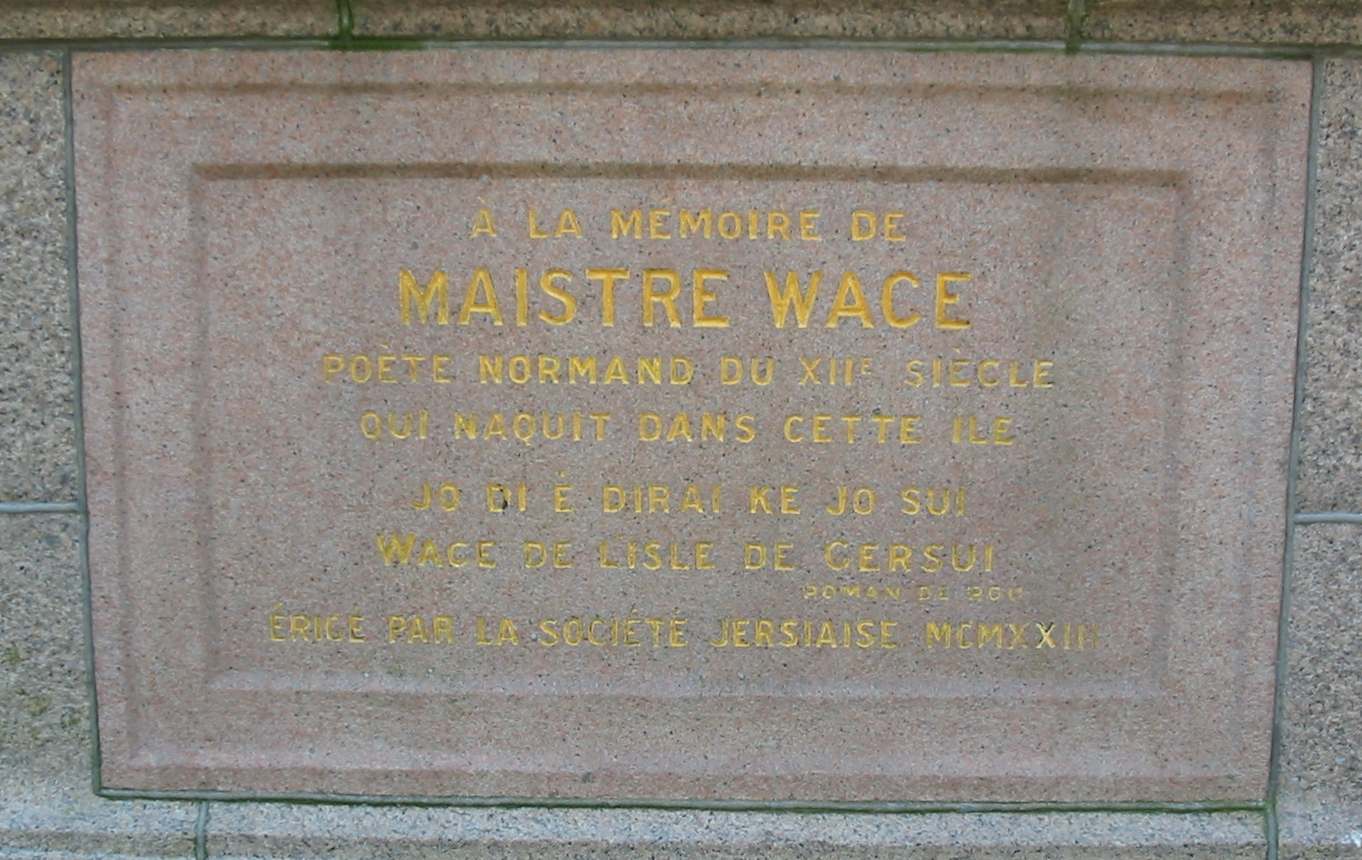
Moderne Gedenktafel an Wace am Royal Square, St. Helier, Jersey

Wace stammte von der Kanalinsel Jersey, die noch heute als Kronbesitz eine Sonderstellung einnimmt. Er erhielt eine Ausbildung als Kleriker auf dem Festland in Caen, einer wichtigen Stadt des Herzogtums Normandie, und studierte später vorübergehend auch im französischen Kernland (Île de France). Seine Karriere als Autor begann er um 1130 in Caen; er schrieb in normannischer scripta, d. h. einer Art Französisch, das vom normannischen Dialekt geprägt war. Sein Publikum waren also vor allem adelige Laien.
Er begann als Dichter von Heiligenlegenden, von denen drei erhalten sind: das Leben der heiligen Margareta (um 1130), das Leben des heiligen Nikolaus (um 1150) und La conception de Notre Dame („Mariä Empfängnis“, ca. 1130–1140).

## Roman de Brut

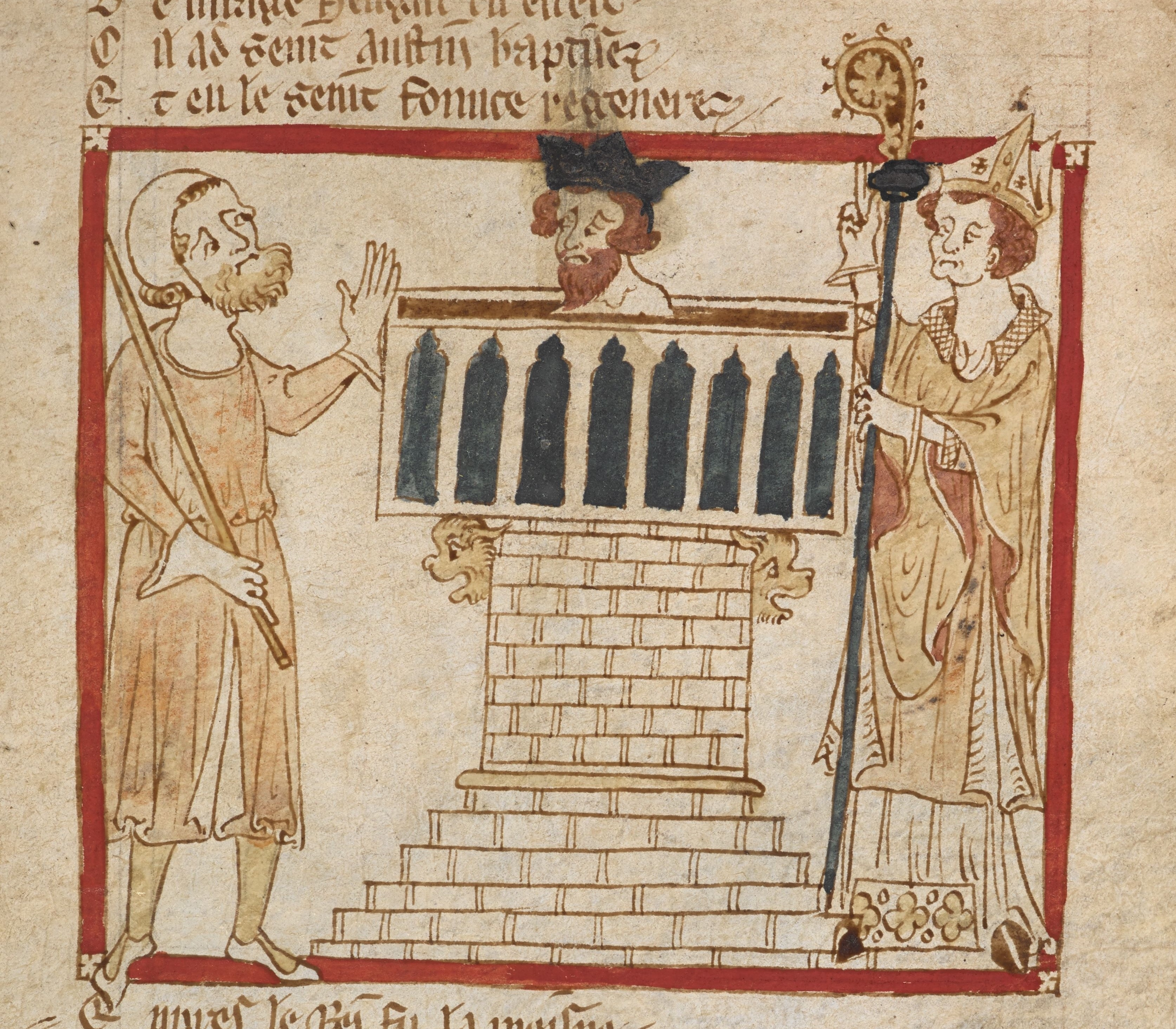
Die Taufe des Königs Æthelberht von Kent durch St. Augustinus von Canterbury (um 600) (Miniatur in einer Ausgabe des Roman de Brut, ca. 1325–1350)

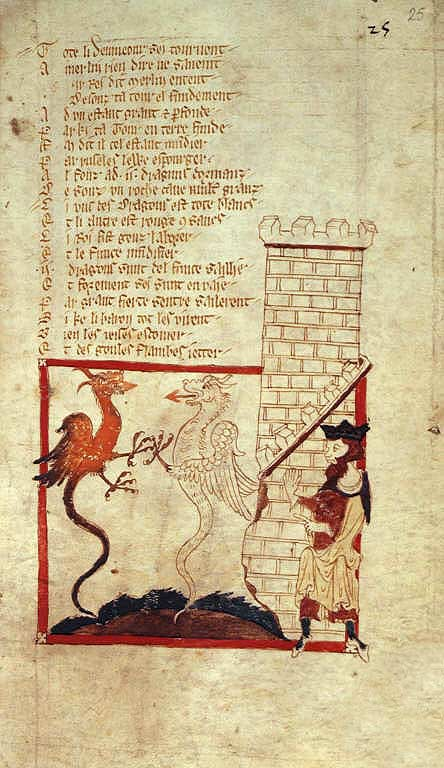
Seite aus einem „Roman de Brut“- Manuskript aus dem 14. Jahrhundert (British Library MS Egerton 3028 f.25)

Waces wichtigstes Werk wurde der Roman de Brut. Bereits zwischen 1135 und 1140 dürfte er mit der lateinischsprachigen Historia Regum Britanniae (Geschichte der Könige Britanniens) in Berührung gekommen sein, die Geoffrey von Monmouth dem englischen Statthalter in Caen, Robert of Gloucester, einem unehelichen Sohn Heinrichs I. von England, gewidmet hatte. Kurz nach 1150 begann Wace mit der Übertragung der Historia ins Französische und reiste offenbar sogar nach England, um sich mit dessen Topographie vertraut zu machen.
1155 war seine Übertragung in Form einer Reimchronik vollendet. Sie ist unter dem Namen Roman de Brut (oder kurz Brut) bekannt, umfasst 15.000 achtsilbige, paarweise reimende Verse und ist in rund 32 vollständigen oder fragmentarischen Handschriftenexemplaren überliefert. Dies ist eine recht hohe Zahl und spricht für einen großen Erfolg.
Der Brut schließt die Geschichte Britanniens/Englands an den Troja-Mythos an, ähnlich wie französische Chronisten es mit der Geschichte des Frankenreiches taten. Die Darstellung reicht von der Ankunft einer von „Brutus“, eines angeblichen Urenkels des aus Troja entkommenen Aeneas, auf der Insel über die römische Zeit bis zum Verlust der britischen Herrschaft an die Angelsachsen. Den Höhepunkt der „britischen“ Geschichte bildet die Herrschaft des Königs Artus. Dieses pseudohistoriographische Gerüst entnahm Wace seiner lateinischen Vorlage. Aber seine Darstellung nimmt sich darüber hinaus etliche Freiheiten. So bereichert er die Artusgeschichte um fabulöse Schilderungen, unter anderem um die Idee des Runden Tisches (table ronde, Tafelrunde), der Rangstreitigkeiten ausschließt, und den Mythos von der Entrückung Artus’ nach Avalon.
Weder die Historia Geoffreys noch Waces Brut können als Geschichtswerke im modernen Sinn betrachtet werden. Die Bezeichnung roman bezeichnet auch nicht die Gattung des Romans im späteren Sinne, sondern ein Werk, das in romanischer (französischer) Sprache verfasst war, d. h. nicht in Latein, das um 1150 die gelehrte Dichtung noch beherrschte.
Wace widmete sein Werk der Königin Eleonore, deren Gemahl Heinrich II. soeben (1154) König von England geworden war, nachdem mehrjährige Thronfolgestreitigkeiten vorausgegangen waren.
Die englisch(-normannischen) Herrscher, die sich neben ihrem Nachbarn, dem König von Frankreich, nicht als geschichts- und traditionslose Emporkömmlinge fühlen wollten, hatten schon länger ein starkes Interesse an einer 'nationalen' Geschichte bewiesen – sowohl der normannischen als auch der britischen (vgl. Wilhelm von Malmesbury, Heinrich von Huntingdon, Geffrey Gaimar). Wace erlangte mit diesem hochwillkommenen Beitrag zur Verklärung Britanniens für einige Jahre eine komfortable Stellung als Chronist am englischen Hof. Zwischen 1165 und 1169 verschaffte ihm Heinrich eine Pfründe als Kanoniker im normannischen Bayeux.
Der Roman de Brut wurde seinerseits die Basis für Layamons Brut, ein alliteratives Gedicht auf Mittelenglisch.

## Roman de Rou
Ein späteres Werk Waces, der unvollendete Roman de Rou, eine Geschichte der Herzöge der Normandie, wurde gegen 1160 von König Heinrich II. von England in Auftrag gegeben. Es behandelt die normannischen Herrscher seit Herzog Rollo (Rou) bis zur Gegenwart. Als Quellen dienten normannische Chroniken in lateinischer Sprache (u. a. Dudo von Saint-Quentin, Wilhelm von Jumièges und Ordericus Vitalis). Die Arbeit an dieser Chronik ging nicht problemlos vonstatten. Wace scheint zunächst in mehreren Ansätzen begonnen zu haben: eine erste kurze, „vorgeschichtliche“ Partie über den Wikinger Hasting (751 Verse), dann – mit dem Wechsel zu einem längeren Versmetrum (zehnsilbige Alexandriner) – eine kurze rückläufige Chronik (Chronique ascendante des ducs de Normandie, 315 Verse), zuletzt eine umfangreichere Partie über die Gründung Rollos und die Geschichte der ersten Herzöge bis 965 im selben Metrum (4425 Verse). Danach blieb der Rou mehrere Jahre liegen. Als Wace die Arbeit in den 1170er Jahren wieder aufnahm und nun wieder in Achtsilblern schrieb, hatte mit Benoît de Sainte-Maure ein jüngerer Rivale die Gunst des Königspaars errungen. Benoît hatte zwischen 1160 und 1170 seinen Trojaroman (Roman de Troie) der Königin dediziert und war nun mit der Abfassung einer Normannengeschichte beauftragt worden. Ab 1170 arbeitete Benoît an einer Histoire des ducs de Normandie, gelangte aber seinerseits nach mehr als 44.000 Versen nur bis zu den Ereignissen um 1135. Auch Waces Roman de Rou blieb mit ca. 17.000 Versen unvollständig, nur bis zum Jahr 1106 reichend, liegen. 1174 oder etwas später ergänzte Wace noch einen Bericht über die Belagerung Rouens in diesem Jahr.
In einer Urkunde von 1174 wird Wace als Wascius canonicus noch einmal erwähnt. Sein Todesjahr, irgendwann nach 1174, ist unbekannt.

## Notizen
1. ↑  https://www.gutenberg.org/files/24519/24519-h/24519-h.htm abgerufen am 9. August 2013
2. ↑  Si l'on demande que ço dit, qui ceste estoire en romanz fist, jo di e dirai que jo sui Wace de l'isle de Gersui, qui est en mer vers occident, al fieu de Normandic apent. En l'isle de Gersui fui nez; a Chaem fui petiz portez, illoques fui à letres mis, pois fut longue en France apris. Quant jo de France repairai, à Chaem longues conversai; de romanz faire m'entremis, mult en ecris et mult en fis.

Wenn jemand fragt, wer diese Geschichte in französischen Versen geschrieben hat, antworte ich und werde ich antworten, dass ich Wace von der Insel Jersey bin, die im Meer gegen Westen liegt ..... Als Kind bin ich nach Caen (Chaem ist die französische Form) umgezogen, wo ich an der Schule gelernt habe und dann habe ich in Frankreich (d. h. Île-de-France) lange studiert. Als ich von Frankreich zurückgekommen bin, bin ich noch lange in Caen geblieben. Ich habe mit dem schreiben in französischen angefangen...Roman de Rou (III, 5299–5317)